# Miniera di Vallauria
La miniera di Vallauria (in francese minière de Vallauria) è una miniera abbandonata sita nel comune di Tenda in provincia di Cuneo fino al 1947 e ora parte della Francia nella regione PACA. La miniera è stata definitivamente abbandonata nel 1929.

## Geografia
La miniera è situata a 1.500 metri d'altezza e si trova a 15 km da Tenda nel Vallone della Miniera (Vallon de la Minière) in alta val Roia alle pendici della Cima del Piano Tendasco (Cime de Plan Tendasque) alta 2.256 m. È raggiungibile da Tenda con la D91 e con una strada comunale che conduce anche alla Valle delle Meraviglie. Dal 1979 è compresa nel Parco nazionale del Mercantour. La miniera è facilmente raggiungibile da Nizza, Cuneo e Ventimiglia.

## Etimologia
Il toponimo deriva da Vallis Aurum (valle dell'oro) per la presenza di zinco, argento, blenda, gallio e piombo, che danno lucentezza alle rocce.

## Storia
Dai tempi antichi vi veniva estratto zinco, argento, blenda, gallio e piombo. È stata avanzata l'ipotesi che il primo sfruttamento della miniera risalga all'epoca dei Fenici, anche se il primo sfruttamento risale sicuramente dal X secolo ad opera dei Saraceni, utilizzata in modo discontinuo dal 1740 al 1891. Nel 1784 vennero citate dal mineralogista torinese Spirito Benedetto Nicolis di Robilant nel suo Saggio di geografia e nel 1834 vennero citate dallo scrittore torinese Davide Bertolotti nella sua opera Voyage dans la Ligurie maritime:
(Davide Bertolotti, Voyage dans la Ligurie maritime, 1834, p. 246-247)
Dal 1902 al 1905 la miniera fu sfruttata dalla Société minière de Vallauria di Tenda, che la cedette poi alla francese Société minière des Djebels Masser et Maaziz per la cifra di un milione di franchi. Nel 1908, in un momento di difficoltà finanziarie, la Société minière des Djebels Masser et Maaziz ricevette dalla Société Vielle Montagne un'ingente somma (750.000 franchi) per appianare la sua passività, impegnandosi a restituirli nella forma di un'equivalente fornitura di minerali. Nel 1910 l'attività di estrazione venne sospesa temporaneamente per permettere il rinnovo degli atelier di lavorazione del minerale e nel 1911 fu infatti attivata una nuova laveria. Nel 1914 la Société minière des Djebels Masser et Maaziz fu messa in liquidazione e dal 1915 al 1927 la miniera fu sfruttata dalla Società elettrica Riviera di Ponente Ing. Negri che poi divenne CIELI - Compagnia Imprese Elettriche Liguri e nel 1929 venne definitivamente abbandonata. La miniera arrivò ad impiegare al massimo della sua attività 300 minatori.
Nel primo dopoguerra il milanese Giovanni Rolandi (1898-1983) montò, avviò, e diresse l'impianto di zinco elettrolitico della miniera, il primo di questo genere in Europa.
Il villaggio costruito dai minatori venne venduto quindi dalla società al Regio Esercito, dato la vicinanza al confine che si trovava poco a sud della miniera e nel 1943 venne abbandonato dai soldati presenti nel villaggio. Nel 1957 l'operaio della Renault Raymond Hirzel riscoprì il villaggio e la miniera che erano stati dimenticati e nel 1960 con gli amici operai di Boulogne-Billancourt fondò l'associazione Neige et Merveille. Nel 1961 l'associazione acquistò il villaggio minerario che è visitabile su prenotazione da maggio a ottobre e ha 130 letti disponibili nell'edificio principale.

## Galleria d'immagini

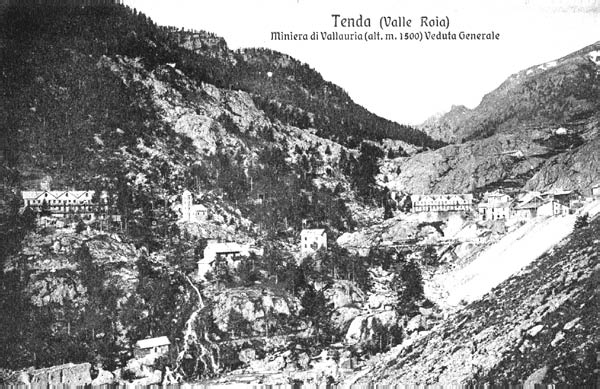
Vista della miniera.
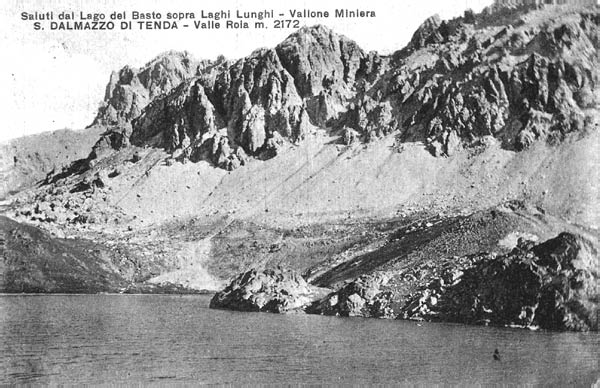
Il lago del Basto (lac du Basto) nei pressi della miniera.
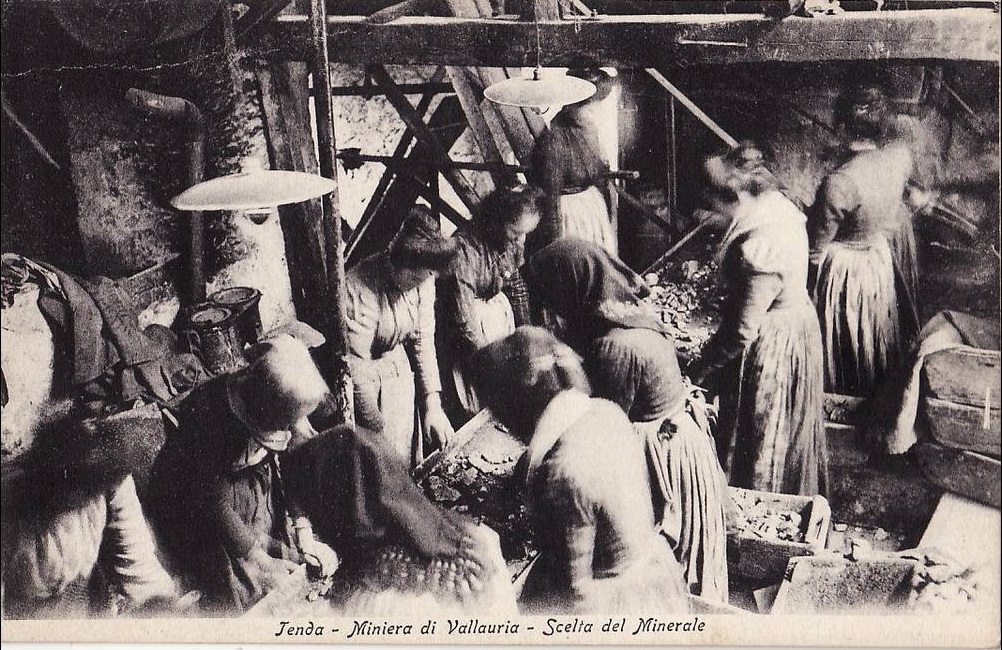
Scelta del minerale nella miniera ad inizio '900